# العلاقات الجورجية الفنلندية
العلاقات الجورجية الفنلندية هي العلاقات الثنائية التي تجمع بين جورجيا وفنلندا.

## مقارنة بين البلدين
هذه مقارنة عامة ومرجعية للدولتين:
| وجه المقارنة                                              | جورجيا                          | فنلندا                                                                               |
| --------------------------------------------------------- | ------------------------------- | ------------------------------------------------------------------------------------ |
| المساحة (كم2)                                             | 69.70 ألف                       | 338.42 ألف                                                                           |
| عدد السكان (نسمة)                                         | 3.72 مليون                      | 5.52 مليون                                                                           |
| الكثافة السكانية (ن./كم²)                                 | 53.37                           | 16.31                                                                                |
| العاصمة                                                   | تبليسي، كوتايسي                 | هلسنكي                                                                               |
| اللغة الرسمية                                             | اللغة الجورجية، اللغة الأبخازية | اللغة الفنلندية، اللغة السويدية                                                      |
| العملة                                                    | لاري جورجي                      | يورو، ماركا فنلندية                                                                  |
| الناتج المحلي الإجمالي (بليون دولار)                      | 15.16 مليار                     | 251.88 مليار                                                                         |
| الناتج المحلي الإجمالي (تعادل القوة الشرائية) بليون دولار | 35.68 مليار                     | 231.84 مليار                                                                         |
| الناتج المحلي الإجمالي الاسمي للفرد دولار أمريكي          | 3.79 ألف                        | 42.31 ألف                                                                            |
| الناتج المحلي الإجمالي للفرد دولار أمريكي                 |                                 | 40.68 ألف                                                                            |
| مؤشر التنمية البشرية                                      | 0.754                           | 0.883                                                                                |
| رمز المكالمات الدولي                                      | +995                            | +358                                                                                 |
| رمز الإنترنت                                              | .ge، .გე ‏                       | .fi                                                                                  |
| المنطقة الزمنية                                           | ت ع م+04:00                     | ت ع م+02:00، ت ع م+03:00، أوروبا/هلسنكي ‏، توقيت شرق أوروبا، توقيت شرق أوروبا الصيفي ‏ |

## منظمات دولية مشتركة
يشترك البلدان في عضوية مجموعة من المنظمات الدولية، منها:
| علم المنظمة | اسم المنظمة                             | تاريخ انضمام جورجيا | تاريخ انضمام فنلندا |
| ----------- | --------------------------------------- | ------------------- | ------------------- |
|             | اتفاقية السماوات المفتوحة               | ?                   | ?                   |
|             | يونسكو                                  | 7 أكتوبر 1992       | 10 أكتوبر 1956      |
|             | الفريق المعني برصد الأرض                | ?                   | ?                   |
|             | مؤسسة التمويل الدولية                   | 29 يونيو 1995       | 20 يوليو 1956       |
|             | مجلس أوروبا                             | 27 أبريل 1999       | 5 مايو 1989         |
|             | مؤسسة التنمية الدولية                   | 31 أغسطس 1993       | 29 ديسمبر 1960      |
|             | منظمة التجارة العالمية                  | 14 يونيو 2000       | 1995                |
|             | منظمة الأمن والتعاون في أوروبا          | 24 مارس 1992        | 25 يونيو 1973       |
|             | المنظمة الأوروبية لسلامة الملاحة الجوية | 2012                | 2001                |
|             | الاتحاد البريدي العالمي                 | ?                   | ?                   |
|             | الاتحاد الدولي للاتصالات                | 7 يناير 1993        | 1 سبتمبر 1920       |
|             | الأمم المتحدة                           | 31 يوليو 1992       | 14 ديسمبر 1955      |
|             | البنك الدولي للإنشاء والتعمير           | 7 أغسطس 1992        | 14 يناير 1948       |
|             | المنظمة الهيدروغرافية الدولية           | ?                   | ?                   |

## وصلات خارجية
- موقع وزارة الخارجية الجورجية
- موقع وزارة الخارجية الفنلندية